# Franciszek Błaszkiewicz
Franciszek Błaszkiewicz, (pseudonim Ligęza syn Feliksa i Marianny z domu Wronikowskiej, ur. 7 września 1890 w Kępie Choteckiej, zm. 26 czerwca 1953 tamże) – działacz komunistyczny, poseł na Sejm III kadencji (1930–1935).
Od roku 1912 w armii rosyjskiej, jej żołnierz w czasie I wojny światowej. Od roku 1917 w Czerwonej Gwardii, potem w Armii Czerwonej, brał udział w wojnie domowej w Rosji. Od roku 1921 ogrodnik eksperymentator w rodzinnej wsi. Od 1924 organizator kół Niezależnej Partii Chłopskiej w powiecie Puławy (przewodniczący koła w Kępie Choteckiej i sekretarz Komitetu Obwodowego w Górach), od rozwiązania w roku 1927 NPCh działacz Zjednoczenia Lewicy Chłopskiej „Samopomoc”, od 1931 członek Zarządu Głównego tej partii. 
Od stycznia 1931 do 10 lipca 1935 r. poseł z okręgu Łuków w zastępstwie Ferdynanda Tkaczowa, któremu w maju 1930 roku został uchylony immunitet poselski i który został wydany sądom. Od roku 1931 współpracownik KPP, wielokrotnie represjonowany. Podczas okupacji niemieckiej członek proradzieckiej organizacji „Młot i Sierp”, od 1942 r. w PPR i Gwardii Ludowej, następnie Armii Ludowej w Kępie Choteckiej. Po wyzwoleniu, mimo paraliżu rąk, kontynuował działalność polityczną, m.in. był członkiem Komitetu Gminnego PZPR w Szczekarkowie, gdzie zajmował się m.in. reformą rolną. W latach 1947–1948 był wójtem gminy Wilków. Jego imieniem została nazwana szkoła w Zagłobie.